# Hans Wunderer (Zahnmediziner)
Hans Wunderer (* 12. Dezember 1912 in Lienz in Osttirol; † 7. November 1994 ebenda) war ein österreichischer Zahnmediziner.

## Leben
Hans Wunderer wurde 1939 an der Universität in Innsbruck zum Doktor universae medicinae promoviert und absolvierte anschließend in Wien seine Ausbildung zum Facharzt für Zahn-, Mund- und Kieferheilkunde. Nach dem Zweiten Weltkrieg übernahm Wunderer in Lienz die Praxis seines Vaters. Von 1946 bis 1950 arbeitete er jeweils eine Woche im Monat als unbezahlter Gastarzt bei Karl Häupl in der Zahnklinik der Universität Innsbruck. Als Häupl 1951 zum Klinikvorstand an die Medizinische Akademie Düsseldorf berufen wurde, holte er Wunderer noch im ersten Jahr als Leiter der kieferorthopädischen Abteilung nach Düsseldorf. Dort habilitierte er sich 1953. 1960 erhielt er die Professur für Kieferorthopädie. 1963 wurde er Corpsschleifenträger der damals in Düsseldorf ansässigen Marchia Brünn. 1964 erhielt er den Ruf auf den Lehrstuhl für Zahnheilkunde an der Universität Innsbruck, den er bis 1978 innehatte. Von 1966 bis 1967 Dekan der medizinischen Fakultät der Universität Innsbruck, 1970–1976 Präsident des Vereines Tiroler Zahnärzte in der Österreichischen Gesellschaft für Zahn-, Mund- und Kieferheilkunde, später deren Ehrenvorsitzender. Hans Wunderer wurde mit dem Österreichischen Ehrenkreuz für Wissenschaft und Kunst I. Klasse ausgezeichnet.
In Würdigung seiner Verdienste für die österreichische Zahn-, Mund- und Kieferheilkunde wird vom Verein Tiroler Zahnärzte alle zwei Jahre der „Hans Wunderer Preis“ vergeben.

## Schriften
- Kieferorthopädie. Hüthig, Heidelberg 1973, ISBN 3-7785-0213-1.